# Један дан и друге приче о психотерапији
Један дан и друге приче о психотерапији (енгл. Creatures of a Day - And Other Tales of Psychotherapy) је стручна монографија америчког егзистенцијалног психијатара, почасног професора психијатрије на Универзитету Станфорд, и књижевника Ирвина Давида Јалома (енгл. Irvin David Yalom) (1931) објављена 2015. године. Издање на српском језику објавила је издавачка кућа Психополис институт 2015. године из Новог Сада у преводу Милана Ђуришића.

## О аутору
Ирвин Д. Јалом је рођен 1931. у Вашингтону у породици руских емиграната. Аутор је неколико бестселера, као и стручних књига из области психотерапије. Данас је професор на универзитету и живи у Сан Франциску. Активан је психотерапеут у Сан Франциску и Пало Алту. Највећи допринос дао је предајући о групној психотерапији као и развијајући модел егзистенцијалне терапије.

## О делу
Књига Један дан и друге приче о психотерапији садржи десет прича у којима је аутор описао приступ сваком клијенту посебно.
Његови пацијенти се носе са страхом од смрти, губитком драгих особа, па и губитком себе. Описано је како се боре са старошћу и са свим оним што она доноси са собом, животним изборима,...Књига је о пружању охрабрења и подршке као и о томе како узети живот у своје руке.
Јалом са књигом покушава да нас научи како да се носимо са губитцима, усамљеношћу, проблемима идентитета, страхом од старења и смрти, а оно што јесте највредније јесте лекција коју даје а тиче се сопствене одговорности за одлуке и изборе које доносимо.